# کیمیا علیزاده در مقابل ناهید کیانی
کیمیا علیزاده در مقابل ناهید کیانی، یک مسابقه تکواندوی بانوان در بازی‌های المپیک تابستانی ۲۰۲۴ در تاریخ ۸ اوت ۲۰۲۴ بین کیمیا علیزاده و ناهید کیانی بود. در این مسابقه، که تکرار نبرد آنها در بازی‌های المپیک تابستانی ۲۰۲۰ بود که علیزاده در آن پیروز شده بود، کیانی با اختلاف کم علیزاده را در سال ۲۰۲۴ شکست داد. علیزاده در نهایت مدال برنز و کیانی مدال نقره را به دست آورد، که این مدال نقره اولین مدال المپیکی برای یک زن ایرانی بود و از دستاورد برنز علیزاده در سال ۲۰۱۶ پیشی گرفت. در حالی که کیانی برای تیم ایران رقابت می‌کرد، علیزاده برای تیم بلغارستان به میدان رفت. او پس از نمایندگی تیم المپیک پناهندگان در بازی‌های المپیک تابستانی ۲۰۲۰ و نمایندگی ایران در بازی‌های ۲۰۱۶، به رقابت پرداخت که در آنجا به عنوان اولین بانوی مدال آور ایرانی در المپیک لقب گرفت. علیزاده اولین تکواندوکار در تاریخ المپیک برای بلغارستان شد و اولین مدال بلغارستان در تکواندو المپیک را به دست آورد. قبل از جدایی علیزاده، این دو دوست و شریک تمرینی بودند. این نخستین بار بود که دو زن ایرانی همزمان روی سکوی مدال‌های المپیک رفتند.

## واکنش‌ها
صدا و سیمای جمهوری اسلامی ایران، تصاویر کیمیا علیزاده و جشن‌های سکو را در حالی که دو ورزشکار در حال در آغوش گرفتن یکدیگر بودند را سانسور کرد. این اتفاق پس از سانسور مراسم افتتاحیه چند هفته قبل نیز رخ داده بود. علیزاده سال‌ها قبل از ایران جدا شده بود. در جریان رقابت‌های المپیک پاریس، گزارشگران صداوسیما نه تنها نامی از کیمیا علیزاده نمی‌بردند که حتی به او با القابی همچون «بی‌وطن» و «وطن فروش» حمله می‌کردند.
علیرضا حیدری، قهرمان کشتی جهان در ویژه برنامه پوشش اختتامیه المپیک ۲۰۲۴ شبکه ورزش، برای مهاجرت کیمیا علیزاده ابراز ناراحتی کرد. مجری از حیدری دربارهٔ قاب ماندگار المپیک پاریس که در ذهنش مانده، سؤال کرد. ایشان هم جواب داد که تقابل کیمیا علیزاده و ناهید کیانی برایش غم‌انگیز بوده و امیدوار است دیگر تکرار نشود و جوانان در کشور خودمان بمانند و ورزش کنند. حیدری در این‌باره چند جمله‌ای را به زبان آورد:
من لحظه‌ای که ورزشکاران خانم ما با هم مبارزه کردند، دلم گرفت... حالا برد و باختش مهم نبود ولی کسی بی‌پناه میشه و یکی اینقدر دورش هستند، برای بچه‌ای دلم سوخت. غربتی که اون آدم تو نگاهش بود برای من خیلی تأثیر گذار بود و دوست نداشتم بچه خودمون را این شکلی ببینم.
محمد دادکان، بازیکن فوتبال بازنشستهٔ تیم ملی فوتبال ایران و همچنین رئیس پیشین فدراسیون فوتبال ایران، در گفتگویی نسبت به صحبت‌های برخی از مجریان تلویزیون که سعی داشتند با جملات خود به کیمیا علیزاده بی‌احترامی کنند، انتقاد نمود. محمد دادکان در این مصاحبه به شدت از مجری صداوسیما که چند ماه علیه کیمیا علیزاده موضع گرفته بود به انتقاد پرداخت و انتصاب این مجری در وزارت ورزش را در راستای سیاست‌های غلط دولت قلمداد کرد:
شما یک بازیکن ملی این کشور رو که خارج کشور قابل احترامه، میارید یک مجری اونجا بشینه اون رو بکوبه و له کنه. یه قهرمانی که یک روز برای ما افتخار بوده، توی این کشور یه خانمی، تنها خانم بوده که مدال المپیک آورده، آدم میارید اونجا میشونید که اونو بکوبه و له کنه. بعد شما ببین چقدر هم قشنگ کار می‌کنند؛ از نظر خودشونا!، همون آدم رو دوماه بعد تو وزارت ورزش بهش پست میدن، که اون خانم رو کوبید. بابا اون خانم هم ایرانیه… بگو اگر رفته موفق باشه؛ ببین اون چقدر روش تأثیر میذاره. همون موقع من گفتما… شما میای یک ورزشکار خانمی که افتخار بوده برا ایران تو المپیک، تنها خانمی که مدال گرفته اون رو می‌کوبید و له می‌کنید چون از ایران رفته… بابا براش آرزوی موفقیت کنید… ببین اون با آغوش باز بر می‌گرده یا نه؟ شما چقدر تحت فشار آدم‌ها رو قرار می‌دید؟ با زور مگه چند وقت میشه موند؟
روزنامه دنیای اقتصاد، در مطلبی با عنوان «نامهربانی غم‌انگیز با کیمیا»، نوشت که رقابت این دو ورزشکار به «میدان انتقام‌گیری شباهت داشت.» گذشته از همه اینها، کیمیا قبلاً یک سد بزرگ را در تاریخ ورزش ایران شکسته و همین مردم را خوشحال کرده؛ کاش با او که همچنان دختر این خاک است، مهربان‌تر می‌بودید.
رسانه‌ها و کاربران شبکه‌های اجتماعی که نزدیک به جناح تندروی حکومت هستند، سعی داشتند دوگانه‌ای را القا کنند که یک سوی آن ورزشکار در وطن مانده است و سوی دیگر ورزشکاری که به همه قواعد و محدودیت‌ها پشت کرده است. از ناهید کیانی ویدیوهای قدیمی بازنشر می‌شود که حاکی از حمایت او از کاندیداهای اصولگرا در انتخابات قبلی است. در این میان اشاره‌ای هم به مبینا نعمت‌زاده، تکواندوکار دیگر تیم ایران می‌شود و می‌گویند که «مدال برنز مبینا نعمت‌زاده به اندازه طلا می‌ارزد چون با حجاب بوده است.»
محمدجواد آذری جهرمی، وزیر سابق ارتباطات که در حلقه نزدیکان مسعود پزشکیان، رئیس‌جمهور جدید ایران است، هم در پستی در شبکه اجتماعی ایکس نوشت: «ایران خانه همه ایرانی‌هاست؛ کاش کیمیا به ایران بازگردد و دوباره برنده باشد.» این اظهارات با واکنش‌های بسیاری در شبکه‌های اجتماعی همراه بوده است. محتوای بیشتر کاربرانی که به این پست‌ها پاسخ داده‌اند این است که در صورت بازگشت کیمیا به ایران، با همان محدودیت‌ها و سرکوب‌های جوانان و زنان ایران مواجه می‌شود. کاربران از آنها پرسیده‌اند که چه تغییری در سیاست‌های ایران به‌وجود آمده که از او دعوت به بازگشت کرده‌اند؟